# Убераба (футбольный клуб)
Спортивный клуб «Убера́ба» (порт. Uberaba Sport Club) — футбольный клуб из Уберабы штат Минас-Жерайс, Бразилия. Выступает в чемпионате штата Минас-Жерайс. Символ клуба — буйвол. По рейтингу футбольных клубов Бразилии CBF «Убераба» занимает 73-е место по стране и 5-е место в штате Минас-Жерайс.

## История
Спортивный клуб «Убераба» был основан 15 июля 1917 года. Футбольный клуб был создан городскими властями, мечтавшими о большом футбольном клубе в своём городе. Они же построили стадион, названый Муниципальный стадион инженера Жоао Гуидо или Уберабао. 25 декабря 1917 года состоялся первый матч «Уберабы» против любительской команды «Арагуари», в нём «Убераба» крупно выиграла 3:0.
В 50-х годах «Убераба» выступала в чемпионате Триангуло, а затем вернулась в Лигу Минейро.
В 1976 году «Убераба» дебютировала в чемпионате Бразилии, 12 сентября 1976 года «Убераба» впервые выиграла в бразильском первенстве, победив клуб «Португеза Деспортос» со счетом 1:0.
В 2008 году, впервые с 2004 года, «Убераба» вернулась в высший дивизион Лиги Минейро, с ходу заняв 9-е место. В 2013 году выступает только в Лиге Минейро.

## Трофеи
- Лига Минейро (второй дивизион): 2003
- Кубок Минас-Жерайс: 1980, 2009, 2010
- Турнир Сантоса Думонта: 1974